# José Luis Ortiz Moreno
José Luis Ortiz Moreno, född 1967, är en astronom på Instituto de Astrofísica de Andalucía i Spanien. Han leder ett team på Sierra Nevada Observatory i Granada i Spanien, där han är Vicedirector of Technology.
Den 29 juli 2005 tillkännagav Ortiz upptäckten av ett nytt objekt i Kuiperbältet som har fått namnet Haumea. Michael E. Brown och hans team på Caltech har också observerat Haumea.